# Neil LaBute
Neil LaBute (* 19. března 1963, Detroit, USA) je americký režisér, scenárista a dramatik. Na režisérské stoličce debutoval v roce 1997 filmem Mezi námi muži. Režíroval mj. i filmy Sestřička Betty, Rituál nebo Hříšný víkend.

## Režie
- Mezi námi muži (1997)
- Tví přátelé a sousedé (1998)
- Sestřička Betty (2000)
- Bash: Latterday Plays (2000)
- Posedlost (2002)
- Sexuální rekonstrukce (2003)
- Rituál (2006)
- Dům na špatné adrese (2008)
- Horší než smrt (2010)
- Stars in Shorts (2012)
- Sametové ráno (2013)
- Hříšný víkend (2015)
- Oh! Squints III (2018)
- Out of the Blue (2022)
- Dům temnoty (2022)
- Noční hrůza (2022)